# Melvin Bouva
Melvin Waldie Joy Bouva (Paramaribo, 3 september 1982) is een Surinaams politicus. Hij was van 2004 tot 2007 de eerste gekozen voorzitter van het Nationale Jeugdparlement. In 2010 werd hij lid van De Nationale Assemblée. Van 2015 tot 2020 was hij vicevoorzitter van het parlement, de jongst gekozen ooit in deze functie. Sinds 2025 is hij minister van Buitenlandse Zaken, International Handel en Samenwerking. 

## Biografie

### Voorzitter Jeugdparlement
Nadat in 2004 het Nationaal Jeugdparlement werd opgericht behoorde hij tot de eerste groep gekozen jeugdparlementariërs die op 3 november 2004 werd geïnstalleerd. Twee weken later volgde hij de eerste, voorlopige voorzitter Rayen Vyent op door middel van een stemming in het parlement. Hij bleef aan tot oktober 2007.
Hierna werd hij jeugdambassadeur voor de Millennium Development Goals van de VN (samen met Yldiz Beighle). In deze jaren schreef hij ook columns. In 2009 sloot hij zich aan bij de Nationale Democratische Partij van Desi Bouterse. Zijn keuze voor de NDP was in die tijd verrassend, omdat hij tot dan toe vooral nog geplaatst werd in de hoek van de NPS van Ronald Venetiaan. Toen hij zich op 1 april 2010 verkiesbaar stelde voor de verkiezingen in mei, zegde hij zijn functie als jeugdambassadeur om principieel-politieke reden op.
Ondertussen behaalde hij zijn bachelorgraad in de rechten aan de Anton de Kom Universiteit van Suriname. Later, in augustus 2015, slaagde hij voor zijn mastergraad in bestuurskunde.

### Lid DNA
Bouva bepleitte in aanloop naar de verkiezingen van 2010 dat Bouterse bij een veroordeling voor de Decembermoorden nog evengoed tot president verkozen kon worden. Hij onderbouwde dit met de vergelijking dat Nelson Mandela ook in de gevangenis heeft gezeten. Twee jaar nadat hij zitting had genomen in De Nationale Assemblée (DNA), in 2012, was hij een van de initiatiefnemers van de Amnestiewet die moest voorkomen dat Bouterse voor de Decembermoorden veroordeeld zou worden.

### Vicevoorzitter DNA
In 2015 werd hij gekozen tot vicevoorzitter van DNA. Daarnaast werd hij in 2019 in Qatar gekozen tot voorzitter van het Forum van Jonge Parlementariërs dat tot de Interparlementaire Unie behoort.
Hij werd opgenomen in de lijst van 100 invloedrijkste mensen ter wereld in de Afrikaanse diaspora (MIPAD) onder de 40 jaar van 2018 van de Algemene Vergadering van de Verenigde Naties.
In 2019 kwamen minister Lekhram Soerdjan van Ruimtelijke Ordening, Grond- en Bosbeheer en Bouva met een stimuleringsplan voor hoge cijfers, door de zes best geslaagden van schoolinstellingen te belonen met een perceel grond in Reeberg in Wanica. Bouwgrond is anno 2019 schaars in Suriname en voor mensen moeilijk te verkrijgen.

### Oppositielid
Tijdens de verkiezingen van 2020 werd hij herkozen voor een periode van vijf jaar in DNA. Nog voordat de nieuwe regering aantrad, liet hij zich trakteren op een baan als beleidsadviseur eerste klasse op het ministerie van Buitenlandse Zaken, tegen een salaris in functiegroep 11. Hij was een uit een groot aantal NDP-getrouwen die in haar nadagen door de regering-Bouterse II een baan plus een loonsverhoging van 50% toegeschoven kreeg. Aan het eind van de NDP-regering bestonden overheidsuitgaven voor 25% uit ambtenarenlonen. Toen Bouva nagevraagd werd over vermeende betrokkenheid bij verdwenen gelden bij naschoolse opvang, reageerde hij met: "Wat een lummel-uitspraak. Lees en luister maar en als je ook geen bewijs heb, hou je scheur verder."
Terwijl Bouva als gewezen vicevoorzitter bekend is met de protocollen die gelden in DNA werd hij in de jaren 2020 telkens weer door de politie uit het parlement verwijderd vanwege razernij en ordeverstoring. Dit gebeurde op 29 juli 2021, op 26 mei 2022, 11 juni 2024 en 29 oktober 2024. Door de agressie van Bouva in de Assemblée zei voorzitter Marinus Bee rond 1 november 2024 dat het zo niet verder kon, en met een nieuw Ordereglement te zullen komen.
Tijdens de verkiezingen van 2025 stond hij op nummer 11 van de lijst van de NDP. Op 16 juli 2025 trad hij aan als minister van Buitenlandse Zaken, International Handel en Samenwerking.